# Stenurella jaegeri
Чорногузка Єґерева (Stenurella jaegeri (Hummel, 1825)) — вид жуків з родини Скрипунових.

## Розповсюдження
В Україні Чорногузка Єґерева є надзвичайно рідкісною і виявлена лише у Кримських Горах.